# Steyr AUG
Steyr AUG je rakouská útočná puška v ráži 5,56 mm, vyvinutá v raných 70. letech 20. století firmou Steyr Mannlicher GmbH & Co KG. AUG (Armee Universal Gewehr, což česky znamená univerzální vojenská útočná puška) byl přijat rakouskou armádou v roce 1977, kde nahradil stárnoucí automatickou útočnou pušku StG 58 ráže 7,62 mm. Řadová výroba byla započata roku 1978 a od té doby je AUG standardní zbraní rakouských jednotek a mnoha policejních útvarů. Také byl přijat vojenskými složkami Argentiny, Nového Zélandu, Bolívie, Ekvádoru, Irska, Lucemburska, Saúdské Arábie, Tuniska, Pákistánu a od roku 1988 také americkou agenturou ICE (Immigration and Customs Enforcement).

## Varianty

### Dle ráže
- Stg. 77 – Sturmgewehr 77 – útočná puška, karabina nebo zkrácená karabina ráže 5,56 × 45 mm NATO. Hlaveň, pouzdro zásobníku a některé funkční součásti jsou vyměnitelné, proto jsou možné úpravy též na lehkou odstřelovací pušku, či lehký kulomet. Zbraň je poté vybavena sklopnou dvojnožkou a delší hlavní.

- MP88 – Maschinenpistole 88 – („Samopal 88“) jak napovídá číslování, zaveden do výzbroje armády Rakouska v roce 1988. Zbraň je řazena mezi samopaly. Ráže je 9 mm Luger.

### Dle provedení
- AUG A1 – na pouzdře závěru je napevno připevněna optika zn. Swarowski s přiblížením 1,5×.
- AUG A2 – na pouzdře závěru je montážní lišta Picatinny a je tedy možné připevnit libovolný typ optiky, vybavený touto montáží.

- Zvláštní kategorií je AUG – Z (Ziwil) – civilní provedení, zbraň je upravena pouze pro samonabíjecí funkci. Obvykle se prodává v provedení jako AUG A2, ale na žádost je možné dodání i s optikou, jako A1. U AUG – Z jsou také velikostně pozměněné díly závěru, aby se zabránilo možnosti použití dílů z vojenské, dávkou střílející zbraně. AUG – Z je také, oproti vojenským verzím dodáván s těžkou hlavní.

## Konstrukce
Zbraň používá uzamčení závěru rotačním závorníkem, ovládaným tlakem plynů odebíraných přes regulátor z hlavně. Zajímavostí je též možnost uzavření regulátoru a následné použití zbraně jako opakovací.
Zbraň nemá selektor režimu střelby, je použita odstupňovaná spoušť – mírné namáčknutí – jednotlivé výstřely – silnější zmáčknutí – plně automatická střelba.
Díky průhlednému plastovému zásobníku má střelec možnost kontroly počtu zbývajících nábojů.
Zbraň byla na svou dobu zcela revoluční použitím polymerů na většinu součástí zbraně.

## Uživatelé
Rakousko
 Austrálie
 Bulharsko
 Falklandské ostrovy
 Irsko
 Indonésie
 Maroko
 Omán
 Filipíny
 Argentina
 Nový Zéland
 Bolívie
 Ekvádor
 Lucembursko
 Saúdská Arábie
 Tunisko
 Pákistán
 USA
 Česko
 Kosovo
 Ukrajina